# Nestor Burma (bande dessinée)
Pour le personnage éponyme, voir Nestor Burma.
La série de bande dessinée Nestor Burma est une adaptation de romans de Léo Malet avec son célèbre personnage Nestor Burma.
Cette série a été amorcée par Jacques Tardi qui a réalisé les quatre premiers volets et un album hors-série reprenant le personnage de Burma sur un scénario original. Il a été relayé par Emmanuel Moynot et Nicolas Barral.
L'ensemble de cette série est publié chez Casterman.

## Albums

### SérieNestor Burma
- 1. Brouillard au pont de Tolbiac, Casterman, 1982
Scénario et dessin : Jacques Tardi -   (ISBN 2-203-33413-4)
- 2. 120, rue de la Gare, Casterman, 1988
Scénario et dessin : Jacques Tardi -   (ISBN 2-203-34302-8)
- 3. Casse-pipe à la Nation, Casterman, 1996
Scénario et dessin : Jacques Tardi -   (ISBN 2-203-39903-1)
- 4. M'as-tu vu en cadavre ?[4], Casterman, 2000
Scénario et dessin : Jacques Tardi -   (ISBN 2-203-39925-2)
- 5. La Nuit de Saint-Germain-des-Prés, Casterman, 2005
Scénario et dessin : Emmanuel Moynot - Couleurs :  Laurence Busca -   (ISBN 2-203-39908-2)
- 6. Le soleil naît derrière le Louvre, Casterman, 2007
Scénario et dessin : Emmanuel Moynot - Couleurs :  Laurence Busca -   (ISBN 978-2-203-39932-7)
- 7. L'Envahissant Cadavre de la plaine Monceau, Casterman, 2009
Scénario et dessin : Emmanuel Moynot - Couleurs :  L. Yérathel -   (ISBN 978-2-203-02178-5)
- 8. Boulevard… ossements, Casterman, 2013
Scénario et dessin : Nicolas Barral - Couleurs : Philippe de la Fuente -  (ISBN 978-2-203-05881-1)  Nouvelle édition avec planches en couleur, 2019.  (ISBN 978-2-203-16373-7)
- 9. Micmac moche au Boul' Mich', Casterman, 2015
Scénario et dessin : Nicolas Barral - Couleurs : Philippe de la Fuente -   (ISBN 978-2-2030-8767-5)
- 10. Nestor Burma contre C.Q.F.D., Casterman, 2016
Scénario et dessin : Emmanuel Moynot - Couleurs : Chantal Quillec -   (ISBN 978-2-203-10890-5)
- 11. L'Homme au sang bleu, Casterman, 2017
Scénario et dessin : Emmanuel Moynot -   (ISBN 978-2-203-12216-1)
- 12. Corrida aux Champs-Élysées, Casterman, 2019
Scénario et dessin : Nicolas Barral -   (ISBN 978-2-203-14877-2)
- 13. Les Rats de Montsouris, Casterman, 2020
Scénario : Emmanuel Moynot - Dessin : François Ravard -   (ISBN 978-2-203-19083-2)

### Volumes séparés
- Rendez-vous au 120 rue de la gare, autopsie d'une adaptation. Casterman, 1989. Scénario : Tardi, Jean-François Douvry. Dessin : Tardi.  (ISBN 978-2-203-39901-3)
- Intégrale des 4 volumes de Tardi, Casterman, 2019  (ISBN 978-2-203-17151-0)

### Volumes hors série sur un scénario original de Tardi avec Nestor Burma
- Une gueule de bois en plomb, Casterman, 1990
Scénario et dessin : Jacques Tardi -   (ISBN 2-203-34802-X)[5]
- Du rififi à Ménilmontant, Casterman, 2024
Scénario et dessin : Jacques Tardi -   (ISBN 978-2-203-27644-4)